# Roman Matus
Roman Matus (ur. 26 lutego 1896 w Buczynie, zm. ?) – major piechoty Wojska Polskiego, kawaler Orderu Virtuti Militari.

## Życiorys
Urodził się 26 lutego 1896 w Buczynie, w ówczesnym powiecie bocheńskim Królestwa Galicji i Lodomerii, w rodzinie Józefa i Ludwiki z Kośmiderów. Był bratem Józefa (ur. 1894), rolnika, żołnierza 2 pułku piechoty Legionów Polskich, inwalidy wojennego, odznaczonego Krzyżem Niepodległości. Szkołę powszechną i średnią ukończył w Krakowie. W 1915 zdał maturę. Od 1911 należał do Polskich Drużyn Strzeleckich, a od następnego roku również do Skautingu.
W marcu 1915 został wcielony c. i k. Pułku Piechoty Nr 13. Ukończył szkołę oficerów rezerwy. Od 1 października 1915 do 5 sierpnia 1918, z dwumiesięczną przerwą, walczył na froncie. Był ranny. Na stopień porucznika (niem. Leutnant) rezerwy został mianowany ze starszeństwem z 1 sierpnia 1916. Później został przemianowany na oficera zawodowego w tym samym stopniu ale ze starszeństwem z 1 listopada 1916. 1 listopada 1918 zakończył służbę w cesarskiej i królewskiej Armii i wstąpił do Legii Oficerskiej w Krakowie, a następnie do 8 pułku piechoty, późniejszego 13 pułku piechoty. W grudniu 1918 poddał się operacji w związku z raną otrzymaną podczas I wojny światowej. Od 7 stycznia 1919 z niezagojoną raną walczył na wojnie z Ukraińcami. W marcu tego roku został skierowany na kurs adiutantów sztabowych w Warszawie. Po ukończeniu kursu wrócił do macierzystego pułku i został przydzielony do Dowództwa 8 Dywizji Piechoty. W 1920 walczył na jako adiutant sztabowy XVI Brygady Piechoty. 16 listopada 1920 pułkownik Bolesław Kraupa, dowódca XVI Brygady Piechoty we wniosku na odznaczenie Orderem Virtuti Militari napisał: 2 czerwca „pod Lutschajeni (Białoruś) zaatakował z czterema łącznikami broniące się jeszcze resztki sowieckiego pułku, biorąc do niewoli dowódcę 476 pułku strzelców i 20 jeńców”. 1 sierpnia pod wsią „Wojny-Pogorzel powstrzymywał osobiście ludzi opuszczających swe stanowiska, zawracając ich aż do samej pozycji, przy czym z odległości 20 m ostrzeliwując go silnie raniono pod nim konia”. 13 sierpnia pod Leśniakowizną „wysłał z własnej inicjatywy część oddziałów do kontrataku, a sam osobiście powstrzymywał rozpierzchłą obsadę”. 14 sierpnia w bitwie pod Ossowem, gdy „znaczne siły bolszewickie złamały front XVI Bryg. Piech. powstrzymał osobiście cofające się części własnej obsady, powstrzymując w ten sposób decydujące uderzenie nieprzyjaciela, aż do chwili możliwości przeprowadzenia kontrataku”.
Po zakończeniu działań wojennych kontynuował służbę w Dowództwie XVI Brygadzie Piechoty, a jego oddziałem macierzystym był w dalszym ciągu 13 pp. 3 maja 1922 został zweryfikowany w stopniu kapitana ze starszeństwem od 1 czerwca 1919 i 1234. lokatą w korpusie oficerów piechoty. W dalszym ciągu przysługiwał mu, obok stopnia wojskowego, tytuł „adiutant sztabowy”. Później został przydzielony do 8 Dywizji Piechoty w Modlinie na stanowisko oficera sztabu dowódcy piechoty dywizyjnej. Od 1924 ponownie służył w 13 pp w Pułtusku. W marcu 1926 został przeniesiony do 32 pułku piechoty w Modlinie, a z dniem 1 kwietnia tego roku przydzielony do Dowództwa Okręgu Korpusu Nr I w Warszawie na stanowisko inspektora przysposobienia wojskowego. 23 grudnia 1927 został przeniesiony do kadry oficerów piechoty z pozostawieniem na dotychczas zajmowanym stanowisku. 18 lutego 1928 prezydent RP nadał mu z dniem 1 stycznia 1928 stopień majora w korpusie oficerów piechoty i 80. lokatą. W listopadzie 1928 został przeniesiony do 43 pułku piechoty w Dubnie na stanowisko oficera sztabowego pułku, a w lipcu 1929 do 23 pułku piechoty we Włodzimierzu Wołyńskim na stanowisko dowódcy batalionu. W czerwcu 1933 został przeniesiony do Dowództwa Okręgu Korpusu Nr II w Lublinie na stanowisko inspektora wychowania fizycznego i przysposobienia wojskowego. Z dniem 31 grudnia 1935 został przeniesiony w stan spoczynku. Po zwolnieniu z wojska mieszkał w Warszawie przy ul. 6 Sierpnia 33, pok. 102. Od 24 sierpnia 1938 zamieszkiwał z rodziną w Stanisławowie przy ul. Pierackiego 3. We wrześniu 1939 przedostał się na Węgry.
Był żonaty z Aspazją (Asparją) z domu Nutu (1904–1944), z którą miał córkę Jolantę po mężu Koczur (1924–2020) i syna Liwiusza (ur. 21 października 1930). Żona z dziećmi w kwietniu 1940 została deportowana do Kazachskiej Socjalistycznej Republiki Radzieckiej (obwód kustanajski). Rodzeństwo wróciło do Polski w 1946.

## Ordery i odznaczenia
- Krzyż Srebrny Orderu Wojskowego Virtuti Militari nr 1471 – 26 marca 1921[33][1][34][35][36]
- Krzyż Walecznych dwukrotnie[12][35][37]
- Złoty Krzyż Zasługi – 10 listopada 1938 „za zasługi w służbie wojskowej”[38][39]
- Krzyż Oficerski Orderu Korony Rumunii[40][41]

austro-węgierskie
- Brązowy Medal Zasługi Wojskowej z mieczami na wstążce Krzyża Zasługi Wojskowej[8]
- Srebrny Medal Waleczności 1 klasy[8]
- Brązowy Medal Waleczności[8]
- Krzyż Wojskowy Karola[8]

7 października 1935 Komitet Krzyża i Medalu Niepodległości odrzucił wniosek o nadanie mu tego odznaczenia „z powodu braku pracy niepodległościowej”.